# ブラックカード・リミテッド・ライアビリティ・カンパニー
Black Card LLC（ブラックカード・リミテッド・ライアビリティ・カンパニー） は、富裕層向けのブラックカード（クレジットカードにおける最上位の券種）を提供するアメリカ合衆国の出版・金融サービス企業である。

## 概要
アメリカ合衆国で2015年よりBarclays Bank DelawareのMastercard発行権を利用し、World Elite Mastercardサービスが付いた金属製クレジットカード「LUXURY CARD」、会員向け情報誌「LUXURY MAGAZINE」を提供している。
日本では2016年より新生銀行（現・SBI新生銀行）の子会社であるアプラスのMastercard発行権を利用し、日本初のWorld Elite Mastercardが付いた「LUXURY CARD」を提供している。

## LUXURY CARD
いずれも金属製のクレジットカードで、ロゴは削り出し、カード番号や名前は裏側にレーザー刻印されている。カード表⾯はステンレス、カード裏面はカーボン素材によるカーボン加工がされている。また、パラジウムコーティングを施した⼩型ICチップが搭載されている。
World Elite Mastercardサービスと24時間対応のコンシェルジュサービスがつき、プライベートジェットの手配や手荷物を現地滞在先のホテルに送るといった対応も可能。

### Mastercard Titanium Card
基本グレードのLUXURY CARDでブラッシュド加工金属製カードに「TITANIUM CARD」と刻印されている。名称にあるチタン金属は素材に使われていない。

### Mastercard Black Card
上級グレードのLUXURY CARDでPVDコーティングのマットブラック金属に「BLACK CARD」と刻印されている。日本版LUXURY CARD独自の特典としてハワイアン航空の上級会員資格が付帯する。

### Mastercard Gold Card
「Yellow Gold」は24金コーティングが施された金属に「GOLD CARD」と刻印されている。また、日本限定カラーとして「Rose Gold」も発行されている。日本版LUXURY CARD独自の特典としてハワイアン航空の最上級会員資格が付帯する。

### Mastercard Blackdiamond Card
招待制の最上級グレードカード。カードには天然ダイヤモンドがはめ込まれている。

## LUXURY MAGAZINE
年4回発行される会員専用誌。

## ブラックカードの商標訴訟
米国において「BLACK CARD」という商標はBLACK CARD LLC（以下、BC社）が商標登録したものの、センチュリオン・カードを発行するアメリカン・エキスプレス（以下、Amex社）よりクレームが出され両社の訴訟に発展。2年に及ぶ訴訟の末にAmex社の保有する商標（REG.3613898）となった。現在BC社はBLACK CARDの商標についてライセンスの下で使用している。
なお、日本における「BLACK CARD」（第5489288号）、「ブラックカード」（第5501296号）の商標はBLACK CARD LLCが保有している。